# 杜老誌
杜老誌（英語：Malcolm Struan Tonnochy，1841年12月—1882年），英國人，香港英治時期知名官員，1882年曾署理香港總督。香港島灣仔的杜老誌道就是以他命名的。

## 簡介
杜老誌的父親是英國蘇格蘭人，母親是印度人。
杜老誌生於印度孟加拉，1861年10月12日杜老誌成為「官學生計劃」的第一批官學生，同期的還有C·C·史美（CC Smith）和田尼（W.M.Deane）2人，當年合稱「翻譯三子」。1862年到香港當官學生，學習中文、翻譯等。
曾任英治時期香港政府布政司、財政司、香港監獄長、海軍法庭（Vice Admiralty Court）負責人，兼司法長官及死因裁判官。

## 外部參考
- 2008年6月12日，星島日報，翁靜晶《瑣見所聞》鯉躍龍門（官學生）。